# Manmukh
Manmukh (ou Man Mukh) est un terme utilisé dans le sikhisme pour parler d'une personne guidée par son ego.
Manmukh est le contraire de Gurmukh, qui se traduit: guidé par le Guru (Dieu). Man veut dire: ego, basse personnalité; et, mukh: visage; ainsi manmukh est celui qui le visage sur son propre egocentrisme.
Manmukh peut aussi être traduit par: la voix des désirs. La personne appelée manmukh est celle qui est dominée par son égoïsme plutôt que par la partage et la dévotion, les valeurs du sikhisme. La colère, l'avarice, la luxure, l'illusion du monde sont les péchés d'un Manmukh.
L'impulsion personnelle, les désirs terrestres priment chez le manmukh plutôt que la sagesse du Guru. Le matériel l'emporte sur le spirituel. Les sens régissent les passions.
Le terme manmukh a aussi été utilisé dans l'histoire du sikhisme pour définir les individus qui ne suivaient pas les préceptes des Gurus fondateurs. Le problème d'une dualité, d'un manichéisme où le mal guiderait l'humain est aussi évoqué par le terme manmukh. Tout est Dieu et seul sa volonté, ses paroles doivent être importantes. Le manmukh aime les cadeaux mais oublie le donateur.
Dans les Écritures sacrées, le Guru Granth Sahib, page 11, il est noté:

ਗੁਰਮੁਖਿ  ਲਾਧਾ  ਮਨਮੁਖਿ  ਗਵਾਇਆ  ॥
soit:
« Les Gurmukhs l'obtiennent (le joyau de Dieu), les manmukhs entêtés le perdent ».
Et page 131 du_Guru Granth Sahib, il est écrit:
ਗੁਰਮੁਖਿ  ਸਨਮੁਖੁ  ਮਨਮੁਖਿ  ਵੇਮੁਖੀਆ  ॥
soit:
« Le Gurmukh se tourne vers le gourou et l'entêté manmukh s'en détourne. »